# Songyuan (meteoryt)
Songyuan – meteoryt kamienny należący do chondrytów oliwinowo-hiperstenowych L 6, spadły 15 sierpnia 1993 roku w chińskiej prowincji  Jilin. Meteoryt spadł w godzinach 14,30-15,00 czasu lokalnego.  Na powierzchni około 10 kilometrów kwadratowych w okolicach wsi Fuyu w pobliżu miasta Songyuan znaleziono cztery fragmenty. Masa trzech to: 28 kg, 6,4 kg, 2,5 kg, masa czwartego odłamka nie jest znana. Największy fragment wydobyto z dołu o głębokości 60 cm. Całkowita masa meteorytu jaką obecnie dysponuje się wynosi zatem 36,9 kg. Meteoryt Songyuan jest jednym z siedmiu zatwierdzonych meteorytów znalezionych w tej prowincji.